# Veselo gostivanje
Veselo gostivanje je slovenski romantično dramski film iz leta 1984 v režiji Franceta Štiglica po scenariju Branka Šömena in Štiglica, posnet po poglavju Veselo gostivanje v romanu Strici so mi povedali Miška Kranjca. Filmsko dogajanje je postavljeno v Ljubljano v dvajseta leta, kjer se mlad študent teologije odloči pustiti študij in posvetiti glasbi. 

## Igralci
- Bert Sotlar kot Tompa
- Danilo Benedičič kot stric Stevek
- Polde Bibič kot stric Marko
- Igor Samobor kot Miško
- Darja Moškotevc kot Sarika
- Milena Muhič kot Sarikina mati
- Boris Cavazza kot plebanus Klekl
- Ivanka Mežan kot Manka
- Zvezdana Mlakar kot Magda
- Lojze Rozman
- Lidija Kozlovič